# Myslibořice (zámek)
Zámek Myslibořice stojí v západní části obce Myslibořice v okrese Třebíč. Od roku 1968 je zámek chráněn jako kulturní památka.

## Historie
Původně na jeho místě stávala tvrz, vystavěná snad již ve 12. století, poprvé se písemně uvádí v roce 1234, později i v roce 1373. V 15. století byla goticky přestavěna a roku 1531 byl její součástí i příkop. V roce 1531 statek koupil Václav Chroustenský z Malovar, který nechal tvrz přestavět na renesanční zámek. V první čtvrtině 18. století jej Ondřej Kryštof Ostašovský z Ostašova nechal přestavět v duchu baroka, vedenou rakouským architektem Jakobem Prandtauerem. Ten se podílel i na úpravách zámku v Jaroměřicích nad Rokytnou. V roce 1760 panství zakoupil nejvyšší kancléř Království českého Rudolf Chotek.
V roce 1836 se dostal zámek a velkostatek do majetku bankéřské rodiny Sinů (Georg Simon von Sina), majitelů hrotovického panství. Ještě za Jiřího Simona Siny byly s hrotovickým velkostatkem sloučeny velkostatky Myslibořice a Dalešice. Do Myslibořic pak byla přemístěna část velké hrotovické obrazárny. V roce 1882 prodala spojené hrotovické panství dcera a dědička Ifigenie de Castries rakouskému velkoobchodníkovi a velkostatkáři Antonu Dreherovi ze Schwechatu, který od ní roku 1894 odkoupil i brumovský velkostatek. A. Dreher na hrotovickém zámku nesídlil a od roku 1885 zvolil za své panské sídlo právě zámek Myslibořice. Oba panské dvory se nacházely v pachtu: dvůr Myslibořice o rozloze 304 ha (pachtýř Hugo Dvořák) a dvůr Ostrý (též Vostrý, německy Au-hof) o rozloze 170 ha (pachtýř Ferdinand Kuthan).

## Pozemková reforma
V dubnu roku 1921 odkoupila celé alodiální panství Hrotovice s Krhovem, Myslibořicemi a Dalešicemi a se statky Slavěticemi a Valčí pro účely pozemkové reformy a parcelace Moravská agrární a průmyslová banka  za 18 milionů Kč. Už v květnu 1921 zaznamenal Státní pozemkový úřad, že se ze zámku v Myslibořicích začaly odvážet umělecké předměty a nábytek. Ke dni 31. srpna 1921 přešel celý vlastnický komplex hrotovického panství do rukou státu.
Při provádění pozemkové reformy na panství v Myslibořicích se komisariát Státního pozemkového Úřadu v Myslibořicích dopustil hned v počátku protežování příslušníků agrární strany. Takové jednání vyvolalo velký odpor u části obyvatelstva a nakonec musel zasáhnout Státní pozemkový úřad v Praze.
Při rozdělování půdy a zejména luk, dostali tyto většinou příslušníci republikánské strany rolnického a malozemědělského lidu, kdežto příslušníci ostatních stran, byli skoro vesměs se svými žádostmi odmítnuti. Nejlepším důkazem toho jest výsledek přidělení luk z tohoto panství, ležících v katastrální obci Zárubicích. Dle přiloženého potvrzeni starosty obce v Zárubicích a člena poradního sboru, stal se příděl luk v tamější obci ležících bez vědomí poradního sboru. Když obec tato se zřekla nároků na tyto louky ve prospěch těch svých občanů, kteří vůbec žádných luk nemají a tyto žádali jako nutný doplněk svého hospodářství, ucházeli se o louku parc. 85/1 v této obci mezi jinými tito malorolníci: Kuchařík Jakub, Mat. Malenová, Jan Čermák, Jos. Kazda, Karolina Jandáčková, vesměs ze Zárubic. Občané tito — vesměs příslušnici čsl. strany lidové — nemají svých vlastních luk a měli tudíž na přiděl jejich v první řadě právo. Leč komisariát St. P. Ú. v Myslibořicích o své újmě přidělil louku tuto: Ferd. Skřivánkovi, Čepkovi Frant., Janu Kazdovi, Jos. Kazdovi, vesměs lidem, kteří již měli svoje vlastní louky a tudíž neměli již přednostního práva na louky z příděle, za to se ale prokázali legitimací politické strany rolnického a malozemědělského lidu.
Stráž, 12.7.1923, s. 3
O zámek Myslibořice projevily zprvu zájem Syndikáty denního tisku československého, výtvarných umělců československých a spisovatelů a hudebních skladatelů československých. Vzhledem k tomu, že se s pozemkovým úřadem nedohodly na výši pronájmu, byl zámek přes léto 1924 pronajat Pracovnímu sboru sociálně-zdravotní péče pro venkovský lid. Ten na zámku od 1. července 1924 otevřel zdravotní rodinnou osadu. V I. poschodí zámku byly umístěny pokoje s jednoduchým a účelným zařízením, dále se zde nacházela společná jídelna a společenská místnost, koupelna, v parku byla umístěna lehátka. Správkyně osady měla na starost též kuchyni. V zámecké osadě mohlo být umístěno 10 čtyřčlenných rodin čtyřčlenných a v několika pokojích pro jednu osobu další hosté. Pobyt za osobu s celým za opatřením stál 18 Kč, pro děti do 14 let 12 Kč. Režijní příplatek činil týdně 3 Kč.
Od roku 1921 využívala zámeckou hrotovickou kapli Českobratrská církev evangelická, která ji v roce 1924 obdržela od pozemkového úřadu do užívání. Ta nakonec získala v roce 1925 i zámek a zbytkový statek v Myslibořicích. Budova zámku byla upravena pro potřeby sociálního ústavu, v němž evangelická církev soustředila část svých sirotčinců, ústav pro zmrzačelé a úchylné děti, ústav pro epileptiky, ozdravovnu, prázdninové kolonie a útulek pro zestárlé příslušníky církve. Při ústavu měla být vybudována i ústavní nemocnice.
Ze dvora Myslibořice (304 ha) byl za 1. pozemkové reformy rozparcelováno 178 ha a po směně vytvořen zbytkový statek o rozloze 133 ha, který obdrželo a obhospodařovalo Českobratrské družstvo pro sociální podniky (1935 správa hosp. Českobratrské církve evangelické); ze dvora Ostrý (170 ha) byl vytvořen zbytkový statek o rozloze 143 ha, jehož majitelem se stal bývalý pachtýř Ferdinand Kuthan, rozparcelováno mu bylo 24 ha. Oba lihovary byly přiděleny nabyvatelům statků. Starobinec a sirotčinec Českobratrské církve evangelické byl v roce 1926 umístěn do zámku.
Dnes se v jeho prostorách nachází domov seniorů, od roku 1992 provozovaný Diakonií Českobratrské církve evangelické.